# Джон Бойнтон Прістлі
Джон Бо́йнтон Прі́стлі (англ. John Boynton Priestley; * 13 вересня 1894, Бредфорд, Велика Британія — † 14 серпня 1984) — британський романіст, есеїст, драматург та театральний режисер.

## Біографія
Народився в містечку Бредфорд, графство Йоркшир, що на півночі Великої Британії в заможній сім'ї директора школи. Мати Прістлі померла, коли він ще був дитиною.
Закінчив з відзнакою Триніті-Голл Кембриджського університету. Працював журналістом. Взяв участь у Першій світовій війні в 10-му піхотному батальйоні, де 1916 року дістав поранення.
У 1922 році переїхав до Лондона, де розпочав кар'єру професійного літератора. Писав книжкові огляди, рецензії, есеї. Його перу належать біографії Мередита й Пікока та збірка «Коротка історія англійського роману» (A Short History of English Novel, 1927).
Перша літературна слава прийшла до Прістлі після публікації романів «Добрі друзі» (Good Companions, 1929) та «Вулиця Ангела» (Angel Pavement, 1930). За роман «Добрі друзі» Пристлі отримав премію James Tait Black Memorial Prize.
У віці 30 років Прістлі вже мав усталену репутацію талановитого письменника-сатирика та літературного критика. 1932 року його роман «Benighted» адаптовано для фільму Джеймса Вейла (James Whale) «Старий темний будинок» (The Old Dark House).
У 30-ті роки Прістлі пробує себе як драматург, він публікує свою п'єсу «Небезпечний поворот» (Dangerous Corner, 1932), що дістає схвальну реакцію критики. Найвідоміша є інша Пристлієва п'єса — «Візит інспектора» (An Inspector Calls, 1946), яку екранізовано 1954 року. П'єси Прістлі різноманітніші стилем та жанром, ніж його романи. Деякі з них написано під впливом теорій часу Джона Вільяма Данна (John William Dunne). Багато з його творів мають виразний політичний підтекст. Так, п'єса «Візит інспектора» містить численні соціалістичні ідеї тих часів.
Під час Другої світової війни Прістлі працює диктором «Британської мовної корпорації» (British Broadcasting Corporation, BBC). Кожна з його вечірніх програм «Постскриптум» (Postscript), що виходили в ефір протягом 1940–1941 років, збирала аудиторію майже 16 мільйонів слухачів. Втім, згодом його програму знято з ефіру, очевидно, через скарги Вінстона Черчіля на пропаганду лівих ідей, які вбачалися в Прістлієвих виступах.
Тривалий час Прістлі був керівником двох лондонських театрів, де з успіхом поставлено 16 його п'єс, серед них і «Рокитова алея» (Laburnum Grove, 1933), «Райський куточок» (Eden End, 1934) та «Поки ми одружені» (When We are Married, 1938). Недовге перебування в Аризоні надихнуло його на створення автобіографічної книжки «Опівночі в пустелі» (Midnight on the Desert, 1937).
У післявоєнні роки Прістлі знову повертається до прози й випускає кілька романів, серед яких «Дженні Вільєрс» (Jenny Villiers, 1947), «Фестиваль у Фарбріджі» (Festival at Fairbridge, 1953) та «Доктор Солт їде» (Salt is Leaving, 1966). Він пише сценарій до фільму «Останнє свято» (Last Holiday, 1950); збірку оповідань «Інше місце» (The Other Place, 1953); великий «персоналізований» есей «Людина і Час» (Man and Time, 1964), навіяний теоріями того-таки Донна. У 1964 році виходить збірка його есеїв «Есеї п'яти десятиріч» (Essays of Five Decades, 1964), а 1977 року автобіографія «Замість дерев» (Instead of Trees, 1977).
Прістлі був тричі одружений. 1921 року він одружився з Пет Темпест (Pat Tempest), яка вже 1922 року народила двох доньок. Утім, згодом Прістлі розлучається й одружується вдруге 1926 році з Джейн Віндем-Льюїс (Jane Wyndham-Lewis), від шлюбу з якою залишилися дві доньки та син. 1953 року Прістлі знову розлучається й одружується з Джакеті Гокс (Jacquetta Hawkes).
Помер у Стретфорді-на-Ейвоні, Велика Британія.

## Переклади українською мовою
- Джон Бойтон Прістлі. Скандальна історія містера Кеттла і місіс Мун: Комедія / З англ. пер. Юрій Лідський, Леонід Теміс // Журнал «Всесвіт» 1959. — №1.
- Джон Бойнтон Прістлі. Випадок у Лідінґтоні [Архівовано 1 березня 2017 у Wayback Machine.]. (Електронний ресурс) / Пер. з англ. // Ізборник. — К., 2012. — Режим доступу: http://izbornyk.org.ua/london/leadington.htm [Архівовано 1 березня 2017 у Wayback Machine.].

## Фільмографія
- 1933 — «The Good Companions», реж. Віктор Севіль (Victor Saville)
- 1935 — «Dangerous Corner», реж. Філ Роузен (Phil Rosen)
- 1936 — «Laburnum Grove», реж. Керол Рід (Carol Reed)
- 1938 — «When We Are Married», реж. Філіп Дорте (Philip Dorté)
- 1939 — «Таверна „Ямайка“», реж. Альфред Гічкок (співавт. сценарію до фільму за романом Дафни дю Мор'є)
- 1954 — «An Inspector Calls», реж. Ґай Гамільтон (Guy Hamilton)
- 1957 — «The Good Companions», реж. Дж. Лі Томпсон (J.Lee Thompson)
- 1962 — «Time And The Conways», реж. Джон Олден (John Olden)
- 1963 — «The Old Dark House», реж. Вільям Касл (William Castle)
- 1967 — «Гендель і гангстери», реж. В'ячеслав Бровкін (фільм-спектакль за однойменним оповіданням)
- 1972 — «Небезпечний поворот», реж. Володимир Басов  (екранізація однойменної п'єси)
- 1976 — «Шалене золото», реж. Самсон Самсонов (за мотивами п'єси Джона Прістлі «Treasure on Pelican» («Скарб острова Пелікан»)
- 1978 — «31 червня», реж. Леонід Квініхідзе
- 1979 — «Інспектор Гулл», реж. Олександр Прошкін (за мотивами п'єси «Він прийшов»)
- 1980 — «Скандальна подія в Брікміллі», реж. Юрій Соломін (за мотивами п'єси «Скандальна подія з містером Кеттлом і місіс Мун»)
- 1984 — «Час і сім'я Конвей», реж. Володимир Басов (за однойменною п'єсою)
- 1991 — «Привиди зеленої кімнати», реж. Юрій Борецький (за повістю «Дженні Вільєрс»)
- 2015 — «Візит інспектора», реж. Aisling Walshd (екранізація однойменної п'єси)